# Puig d'en Quim
El Puig d'en Quim és una muntanya de 90 metres que es troba al municipi de Pals, a la comarca catalana del Baix Empordà.